# Tritonenbrunnen (Rom)

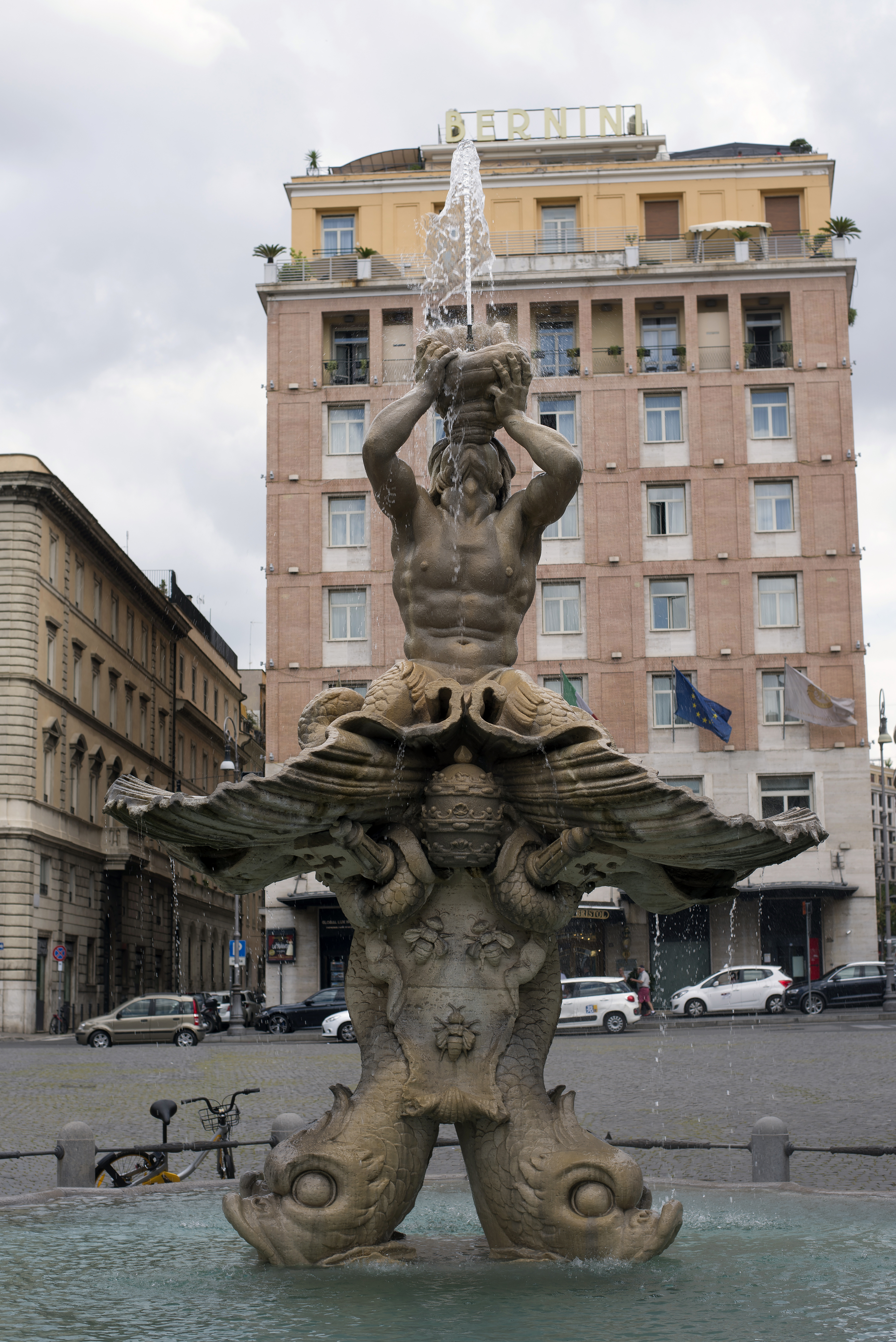
Tritonenbrunnen

Der Tritonenbrunnen (italienisch Fontana del Tritone) ist ein Zierbrunnen in der Mitte der Piazza Barberini in Rom. Er wurde in den Jahren 1642–1643 vom Bildhauer Gian Lorenzo Bernini für Papst Urban VIII. geschaffen und gilt als Meisterwerk des Barock. In der Nähe befindet sich der ebenfalls von Bernini geschaffene Bienenbrunnen.

## Beschreibung
Der Tritonenbrunnen befindet sich in der Mitte der Piazza Barberini in der Römischen Altstadt nahe dem Palazzo Barberini. Er war eine Auftragsarbeit, die sich an die ebenfalls durch Bernini ausgeführte Neugestaltung des Platzes anschloss. Auftraggeber war sein Mäzen Papst Urban VIII.
Der aus Römischem Travertin aus Tivoli gehauene Brunnen besteht aus vier das Postament bildenden Delphinen, die zwei weit geöffnete Muschelschalen auf ihren Schwanzflossen tragen. In diesen Muschelschalen sitzt ein kräftiger Triton, der aus einem Tritonshorn eine Fontäne nach oben speit. Zwischen den Delphinen sind die Tiara, der Schlüssel Petri und das Wappen der Familie Barberini angeordnet.
Der Brunnen diente ursprünglich der Versorgung der Bevölkerung mit Wasser. Er wird bis heute vom Aquädukt Acqua Felice gespeist, den Papst Urban VIII. restaurieren ließ. Das Werk war der erste von Bernini in eigener Regie geschaffene Brunnen und zugleich seine letzte große Auftragsarbeit für diesen Papst. Der ebenfalls von Bernini stammende kleine Bienenbrunnen (Fontana delle Api) aus dem Jahr 1644 befindet sich an der Nordseite des Platzes. Bis zum Ende des 18. Jahrhunderts wurden hier unbekannte Leichname präsentiert, damit die Einwohner diese identifizieren konnten.
Die Darstellung von Tritonen war in der Brunnengestaltung der Renaissance- und Barockzeit überaus häufig, es gibt in Europa zahllose Brunnen mit der Darstellung dieser mythologischen Gestalt. Ein ähnlicher Tritonenbrunnen, von Carlo Bizzaccheri, steht in Rom auf der Piazza Bocca della Verità. Johann Leonhard Bromig II. schuf in Nürnberg einen Brunnen nach diesem Vorbild.